# 22-es busz (Debrecen)

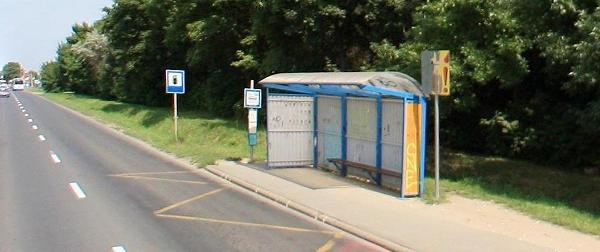
Vincellér utca

A debreceni 22-es jelzésű autóbusz a Vincellér utca - Böszörményi út - Egyetem - Vincellér utca útvonalon közlekedik körjáratként. Útvonala során érinti a belvárost, Tócóskert tért, Tescót, Segner tért, Alföldi Nyomdát, Tűzoltóságot, Kertvárost, Agrártudományi Centrumot, Csokonai Vitéz Mihály Gimnáziumot, Egyetemi sporttelepet, Klinikákat, az Augusztát, Városi köztemetőt, Sportuszoda, Hódos Imre Sportcsarnokot, Főnix Csarnokot, Campust, Fórum Debrecent, Debrecen Plázát, Tanítóképző Főiskolát, Kölcsey Központot, Egészségügyi Járóbeteg Központot és a Tócóskertet. 
A járat elsődleges célja, hogy összekösse az egyetem különböző épületeit, így az Agrárt a főépületet és a Kassai úti Campust. A 22-es járatokon felül közlekednek 22Y jelzésű járatok is, hasonló útvonalon.
A busz egy nagy 8-as alakú körjárat. Ennek a körjáratnak a másik irányba járó változata a 24/24Y.

## Története
A járat a 2011-es menetrendváltozás II. ütemének bevezetésekor, 2011. május 16-án jött létre a 22Y-nal egyszerre. A járatok a körjárattá vált 24-essel és annak betétjáratával a 24Y-nal ellentétesen közlekednek. Ez év augusztus 15-én a 22Y és 24Y járat megszűnt, majd november 7-én újraindult. Az újraindulással együtt változott a 22-es és az újrainduló 22Y útvonala. Ekkortól a Benczúr Gyula utca - Hadházi út - Zákány utca - Kassai út útvonalon közlekedtek, kiszolgálva a Hadházi úti lakosokat. Utas panaszok miatt, 2012. március 1-től ismét a Kassai úton közlekednek, a Hadházi útra pedig a 3A trolibusz közlekedik. 2014. március 1-től sűrített menetrenddel közlekedik. 2019. december 2-től az átszállási kapcsolatok javítása érdekében a Doberdó utcán keresztül közlekedik. A Békessy Béla utcát a 22Y, 24Y járat, valamint a 2-es villamos szolgálja ki.

## Útvonala
| Év        | Végállomások                              | Útvonal |
| --------- | ----------------------------------------- | --- |
| 2011      | Vincellér utca – Egyetem – Vincellér utca | Derék utca – Kishegyesi út – Pesti utca – Böszörményi út – Békessy Béla utca – Dóczy József utca – Egyetem tér – Nagyerdei körút – Ady Endre út – Benczúr Gyula utca – Kassai út – Csapó utca – Rákóczi utca – Hunyadi János utca – Bethlen utca – Hatvan utca – Kishegyesi út – Derék utca                           |
| 2011-2012 | Vincellér utca – Egyetem – Vincellér utca | István út – Kishegyesi út – Pesti utca – Böszörményi út – Békessy Béla utca – Dóczy József utca – Egyetem tér – Nagyerdei körút – Ady Endre út – Benczúr Gyula utca – Hadházi út – Zákány utca – Kassai út – Csapó utca – Rákóczi utca – Hunyadi János utca – Bethlen utca – Hatvan utca – Kishegyesi út – Derék utca |
| 2012-2019 | Vincellér utca – Egyetem – Vincellér utca | István út – Kishegyesi út – Pesti utca – Böszörményi út – Békessy Béla utca – Dóczy József utca – Egyetem tér – Nagyerdei körút – Ady Endre út – Benczúr Gyula utca – Kassai út – Csapó utca – Rákóczi utca – Hunyadi János utca – Bethlen utca – Hatvan utca – Kishegyesi út – Derék utca                            |
| 2019-től  | Vincellér utca – Egyetem – Vincellér utca | István út – Kishegyesi út – Pesti utca – Böszörményi út – Doberdó utca – Kartács utca – Dóczy József utca – Egyetem tér – Nagyerdei körút – Ady Endre út – Benczúr Gyula utca – Kassai út – Csapó utca – Rákóczi utca – Hunyadi János utca – Bethlen utca – Hatvan utca – Kishegyesi út – Derék utca                  |

## Megállóhelyei
Az átszállási kapcsolatok között az Egyetem helyett az Augusztát érintő 22Y, illetve az ellenkező irányban közlekedő 24-es és 24Y buszok nincsenek feltüntetve.
| 0   | Vincellér utca végállomás            |                                                                     |
| 1   | Tócóskert tér                        | 19, 30, 30A, 41, 41Y, 45                                            |
| 3   | István út                            | 41, 41Y, 45, 146 Helyközi buszok                                    |
| 4   | Tőzsér utca                          | 45, 146                                                             |
| 5   | Erőss Lajos utca                     | 45, 146                                                             |
| 7   | Kishegyesi út                        | 12, 17, 17A, 25, 25Y, 45, 46, 125, 125Y, 146                        |
| 9   | Pesti utca                           | 11, 33E, 34, 35, 35E, 35Y, 36, 36E, 42, 42A, 43                     |
| 11  | Alföldi Nyomda                       | 15, 15Y, 34, 35, 35Y, 36 Helyközi buszok                            |
| 12  | Tűzoltóság                           | 15, 15Y, 34, 35, 35Y, 36                                            |
| 14  | Füredi út                            | 15, 15Y, 21, 33, 33E, 34, 35, 35E, 35Y, 36, 36E, A1 Helyközi buszok |
| 15  | Kertváros                            | 15, 15Y, 34, 35, 35Y, 36                                            |
| 17  | Agrártudományi Centrum               | 15, 15Y, 34, 35, 35E, 35Y, 36, 36E Helyközi buszok                  |
| 19  | Békessy Béla utca                    | 15, 15Y, 34, 35, 35E, 35Y, 36, 36E                                  |
| 20  | Árpád Vezér Általános Iskola         | 10, 10Y, 15, 15Y, 34, 35, 35E, 35Y, 36, 36E, 36Y, 50 2              |
| 21  | Doberdó utca                         | 10, 10A, 10Y, 15, 15Y, 23, 23Y, 36Y, 50, 51E 2                      |
| 23  | Egyetemi sporttelep                  | 2 10, 10A, 10Y, 12, 23, 23Y                                         |
| 24  | Dóczy József utca                    | 12, 23, 23Y, 51E                                                    |
| 26  | Egyetem                              | 1 10, 10A, 10Y, 12, 13, 51E                                         |
| 27  | Klinikák                             | 1 10, 10A, 10Y, 12, 13, 51E                                         |
| 30  | Köztemető, főkapu                    | 3, 5                                                                |
| 32  | Kassai út                            | 3, 3A, 5, 5A Helyközi buszok                                        |
| 34  | Kemény Zsigmond utca                 | 3, 3A, 5, 5A                                                        |
| 35  | Főnix Csarnok                        | 3, 3A, 5, 5A 16, 23, 23Y, 51E                                       |
| 36  | Laktanya utca                        | 3, 3A, 5, 5A 11, 16                                                 |
| 38  | Árpád tér                            | 3, 3A, 5, 5A 11, 16 Helyközi buszok                                 |
| 40  | Bercsényi utca                       | 3, 3A 11, 43                                                        |
| 41  | Berek utca                           | 3, 3A 11, 43                                                        |
| 42  | Rákóczi utca                         | 3, 3A 11, 15, 15Y, 43                                               |
| 44  | Kölcsey Központ (Hunyadi János utca) | 2 11, 15, 15Y, 43                                                   |
| 47  | Jókai utca                           | 10, 10A, 10Y, 13, 33                                                |
| 49Y | Hatvan utca                          | 10, 10A, 10Y, 13, 33, 34, 35, 35Y, 36                               |
| 49Y | Hatvan utca 57.                      |                                                                     |
| 52  | Kishegyesi út                        | 12, 17, 17A, 25, 25Y, 45, 46, 46H, 125, 125Y, 146                   |
| 53  | Dorottya utca                        | 12, 17, 17A, 25, 25Y, 46, 46E, 46H, 125, 125Y, 146                  |
| 55  | Derék utca - Jégcsarnok              | 12, 17, 17A, 25, 25Y, 46, 46E, 46H, 125, 125Y, 146                  |
| 57  | Holló László sétány                  | 12, 19, 25, 25Y, 30, 30A, 125, 125Y                                 |
| 58  | Sárvári Pál utca                     | 12, 19, 25, 25Y, 30, 30A, 125, 125Y                                 |
| 59  | Vincellér utca végállomás            | 12, 19, 25, 25Y, 30, 30A, 41, 41Y, 45, 125                          |

## Menetrend
- hivatalos menetrend
- Egyszerűsített menetrend
- Egyszerűsített és összevont menetrend a 22Y-os busszal
- Utazástervező